# Enscherange
Enscherange (en luxemburguès: Äischer; en alemany: Enscheringen) és una vila de la comuna de Kiischpelt  situada al districte de Diekirch del cantó de Wiltz. Està a uns 44 km de distància de la ciutat de Luxemburg.